# 格但斯克縣

54°16′N 18°38′E / 54.267°N 18.633°E
格但斯克縣（波蘭語：Powiat gdański），是波蘭的縣份，位於該國北部，由濱海省負責管轄，首府設於格但斯克普魯什奇，面積793平方公里，2006年人口85,566，人口密度每平方公里110人。